# Rémy Cogghe
Rémy Cogghe, né Rémi Coghe le 31 octobre 1854 à Mouscron (Belgique) et mort le 2 avril 1935 à Roubaix (France) est un peintre belge, actif à Roubaix.

## Biographie

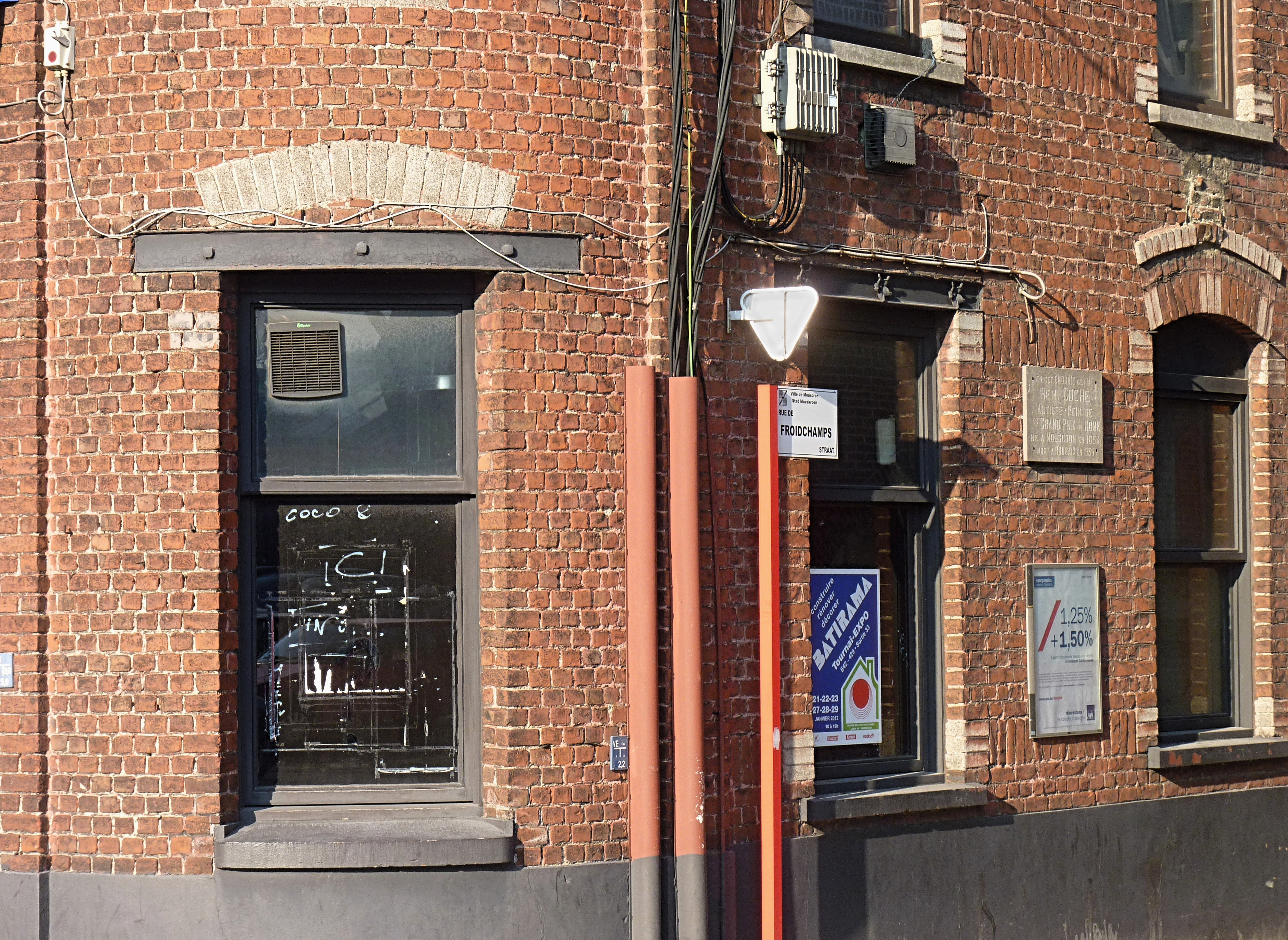
Maison natale de Rémy Cogghe à Mouscron.

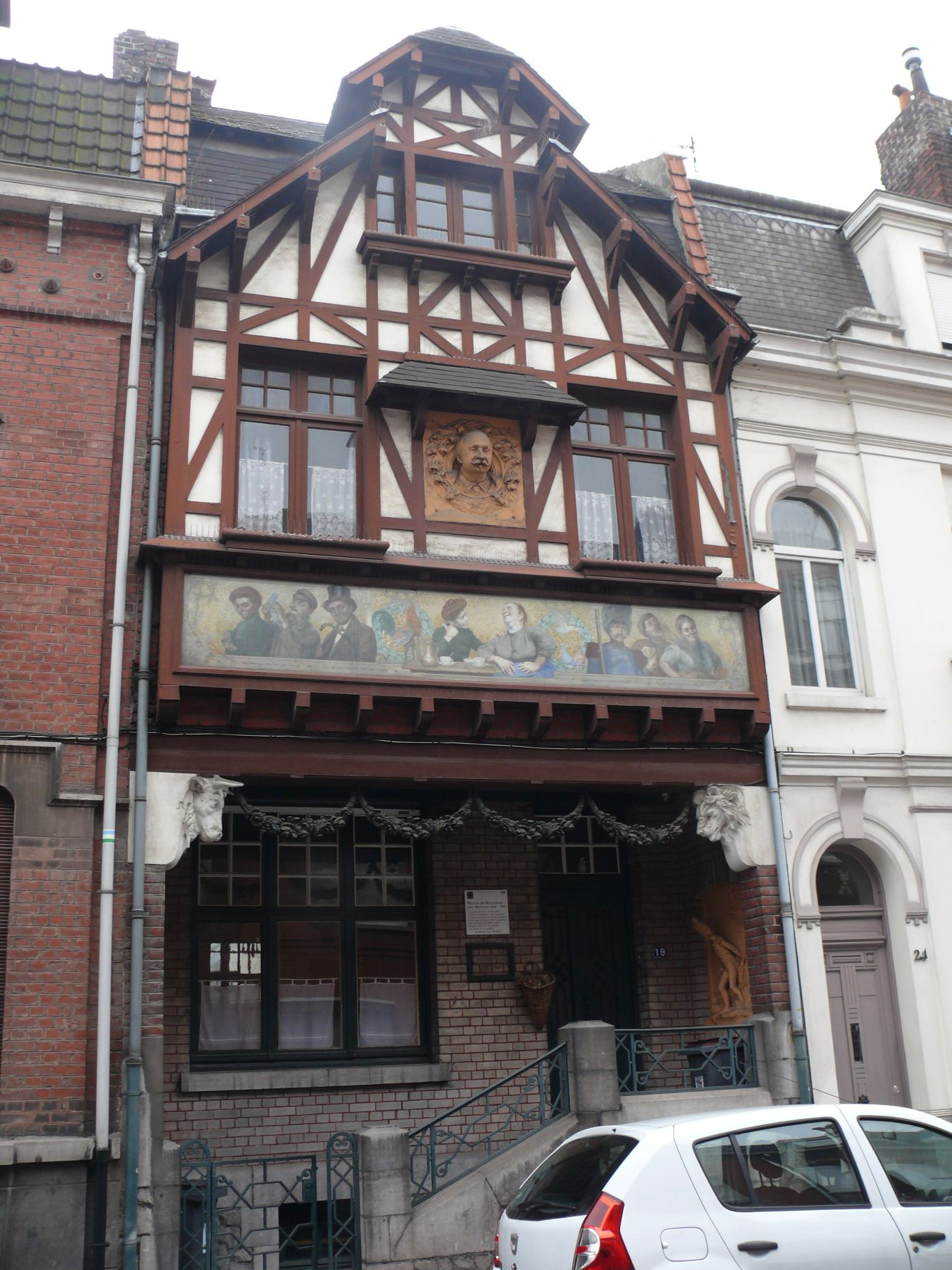
Maison du Broutteux, Tourcoing.

Rémy Cogghe passe son enfance à Mouscron dans la maison sise au coin des rues de Tourcoing et de Froidchamps. Treize ans plus tard, ses parents émigrent vers Roubaix, ville industrielle. C'est là, que ce fils d'ouvrier du quartier de l'Épeule passe son adolescence, où son père travaille à la filature Cordonnier à partir de 1863. 
Remarqué pour ses talents de dessinateur par l'industriel Pierre Catteau qui va lui apporter son soutien, il s'inscrit aux cours de dessin et de peinture des écoles Académiques de Roubaix où il a pour maître Constantin Mils (1816-1886). En 1876, Rémy Cogghe entre à l'École des beaux-arts de Paris, dans la classe d'Alexandre Cabanel, puis, en 1879, à l'Académie royale des beaux-arts de Bruxelles où il a pour maîtres Joseph Stallaert et Alexandre Robert. 
En 1880, il se présente au prix de Rome belge décerné par l’Académie royale des beaux-arts d'Anvers et obtient la médaille d'or pour son tableau Les Aduatiques vendus à l'encan. Il voyage alors pendant cinq ans, à Paris, Rome, Barcelone, Madrid, Tolède, en Algérie, en Italie, en Tunisie… 
Il revient s'installer à Roubaix en 1885, où il fera construire sa maison entre 1893 à 1897 par l'architecte roubaisien Paul Destombes au 22, rue des Fleurs[réf. souhaitée]. Il y réalise de nombreux portraits de commandes de notables mais aussi des tableaux qui retracent les gestes de la vie quotidienne dans la région. 
Entre 1879 et 1926, il participe 29 fois au Salon des artistes français à Paris dans la section étrangère, y obtenant une mention honorable en 1887 et médaille de troisième classe en 1889 pour le Combat de coqs.
Rémy Cogghe repose au cimetière de Roubaix.

## Œuvre
Peintre de genre, le vérisme de ses tableaux restitue une multitude de détails et d'expressions saisis sur le vif dans des compositions qui traitent de scènes de café, de combats de coqs, de jeux de bourles, de fouilles qui forment le vie quotidienne des douaniers, de défilés de carnaval…
Parmi ses compositions d'un esprit naturaliste, où il peint le monde ouvrier qu'il côtoie, citons en particulier, À la frontière (1890), Bain de pieds inattendu (1895), Jeu de bourles en Flandres (1897), Caramba (1898) et son mémorable Combat de coqs,,.

### Œuvres dans les collections publiques
Belgique
- Bruxelles, Musées royaux des Beaux-Arts de Belgique : Les Quatre philosophes, d'après l'œuvre de Pierre Paul Rubens du Palais Pitti à Florence.
- Mouscron, musée de folklore : fonds de dessins et d'esquisses préparatoires.
- Tournai, musée des Beaux-Arts : La rixe : le coup de la fin, huile sur toile.

Danemark
- Copenhague, Collection Hirschsprung : Vue d'Italie, huile sur toile.

France
- Pontarlier, musée municipal : Scène de douane : la fouille de la bricotte, huile sur toile d'après Rémy Cogghe[12].
- Roubaix, La Piscine : 
  - Portrait de femme, 1880.
  - Vue du campanile de San Francesco della Vigna depuis le Campo de Santa Ternita à Venise, vers 1882.
  - Le repos du modèle, 1882.
  - Femmes présentées à Octave comme esclaves, 1883.
  - Vendredi Saint à l'église San Carlo à Rome, 1884.
  - Combat de coqs en Flandre, 1889.
  - La Fouille en douane, 1890.
  - Chez le nourrisseur (Monsieur Vaissier et son cocqueleux), 1891.
  - Le Bain de pieds inattendu, 1895.
  - Jeu de bourles en Flandre française, 1897.
  - Jeune fille au cierge, vers 1900.
  - Le Grand canal à Venise, vers 1900.
  - Carnaval à l'hôtel Ferraille, ou l'intrigue, 1901.
  - Restitution, 1901.
  - Le Départ des prisonniers, ou La fraudeuse, 1906.
  - Autoportrait, 1913.
- Tourcoing, MUba Eugène Leroy.
- Wasquehal, collections municipales : trente œuvres.

### Fresque
- Tourcoing, no 18 rue Jules-Watteeuw, maison de Jules Watteeuw dit « Le Broutteux », fronton extérieur.

## Galerie

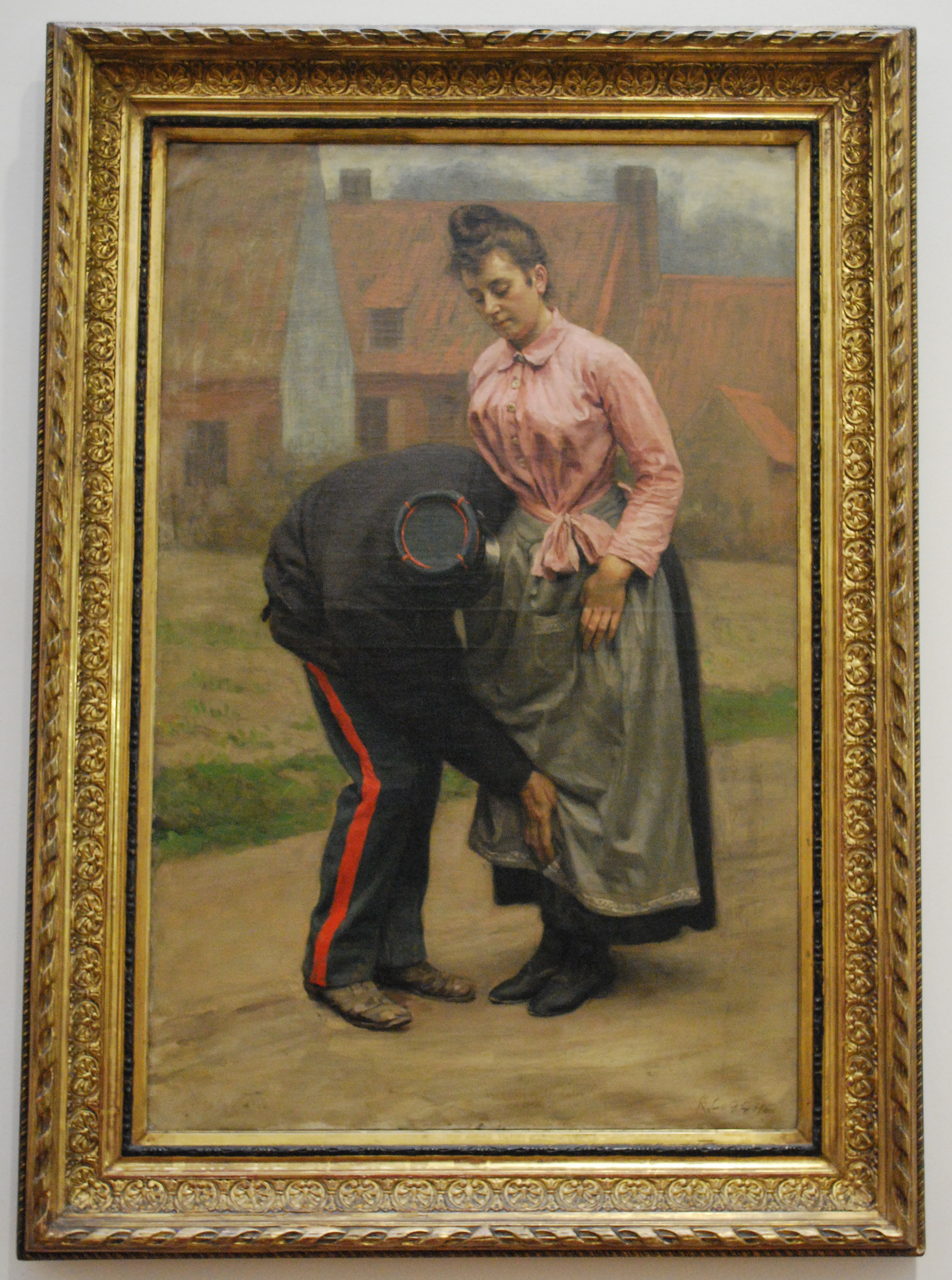
Fouille en douane, Roubaix, La Piscine.
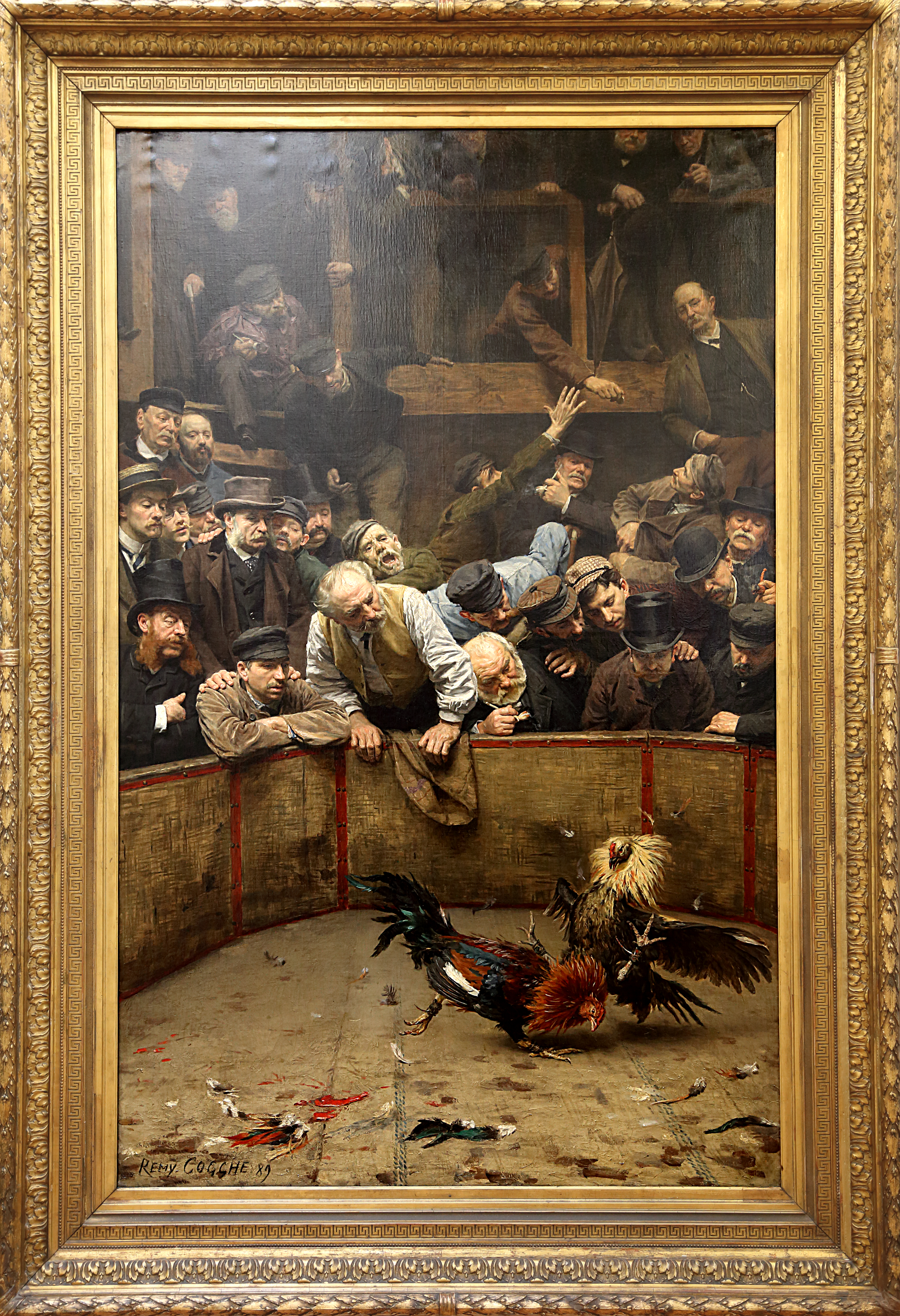
Combat de coqs en Flandre (1889), Roubaix, La Piscine.
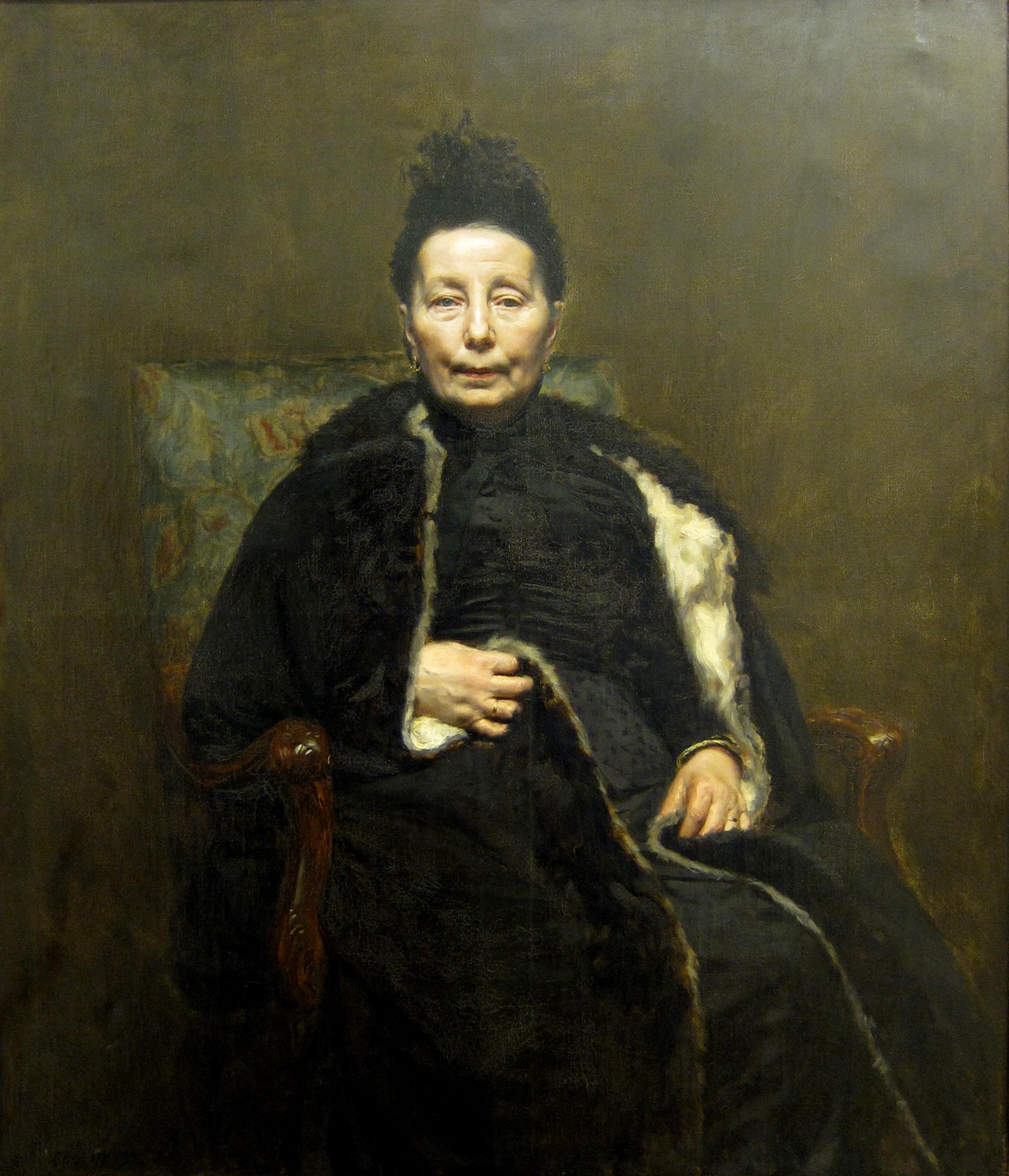
Portrait de Mme Cogghe, mère de l'artiste (1892), Roubaix, La Piscine.
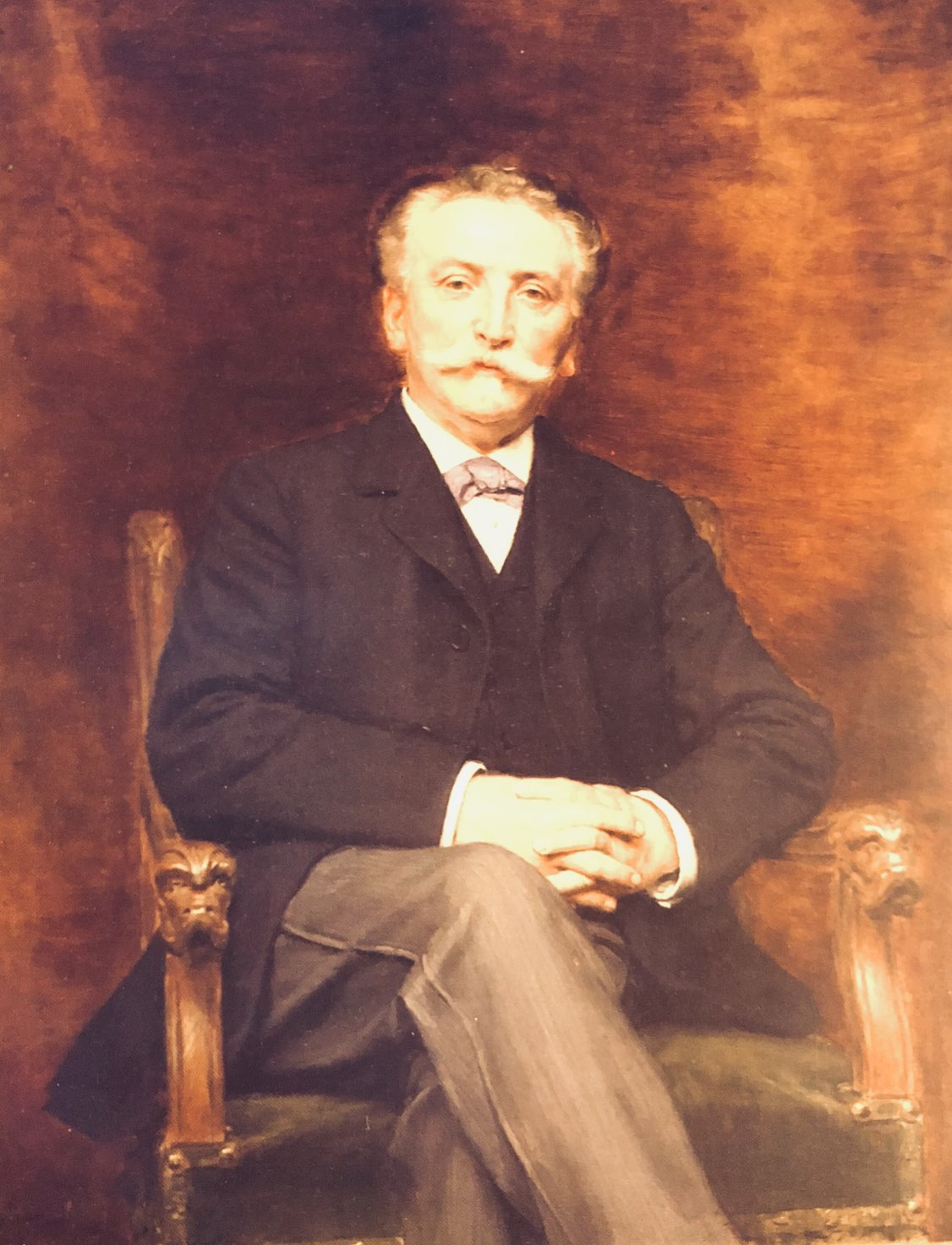
Portrait de Charles Pollet-Duthoit (1893), localisation inconnue.
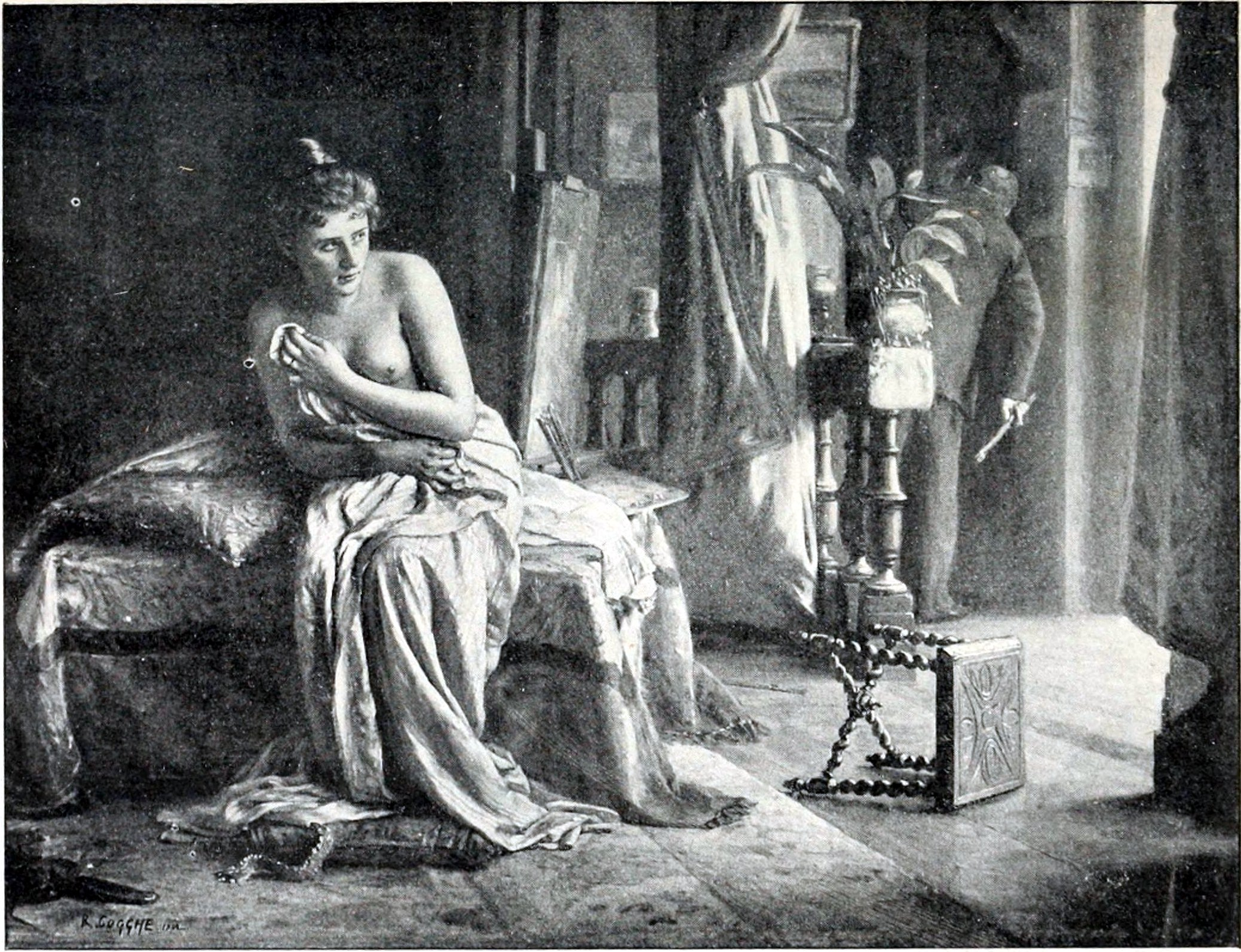
Émoi ! (Salon de 1902), localisation inconnue.
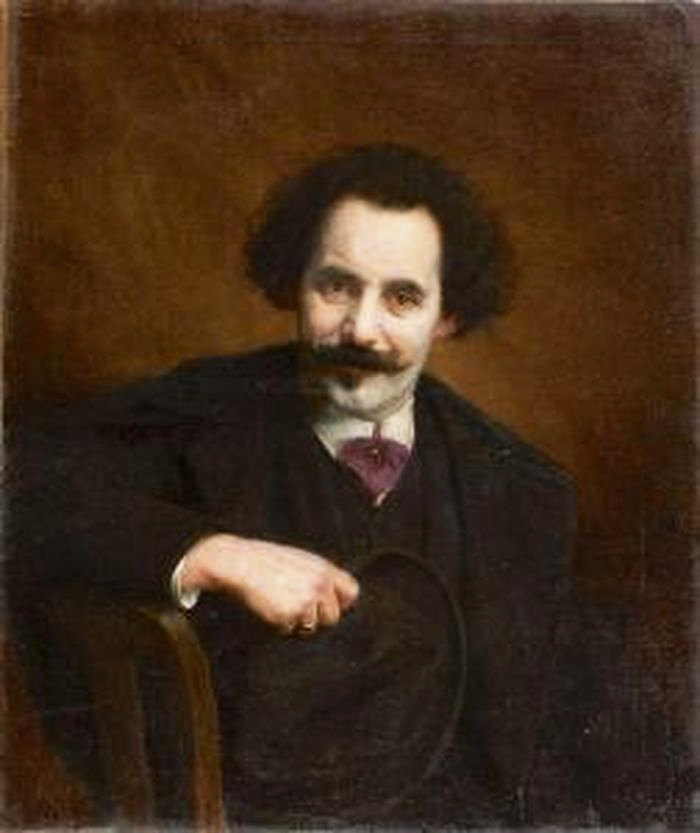
Portrait d'Alexandre Mischkind (1908), localisation inconnue.
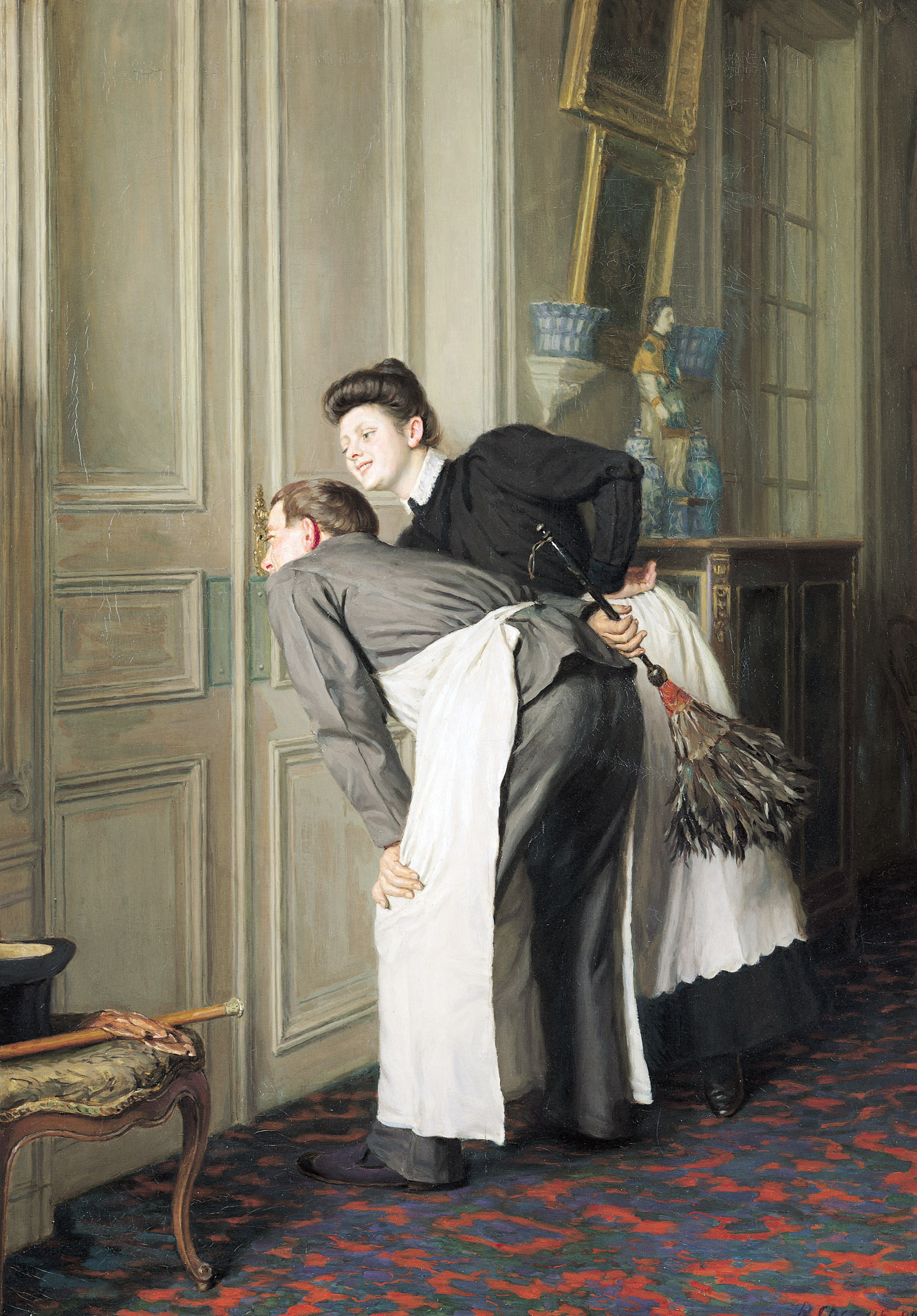
Madame reçoit (1908), Roubaix, La Piscine.
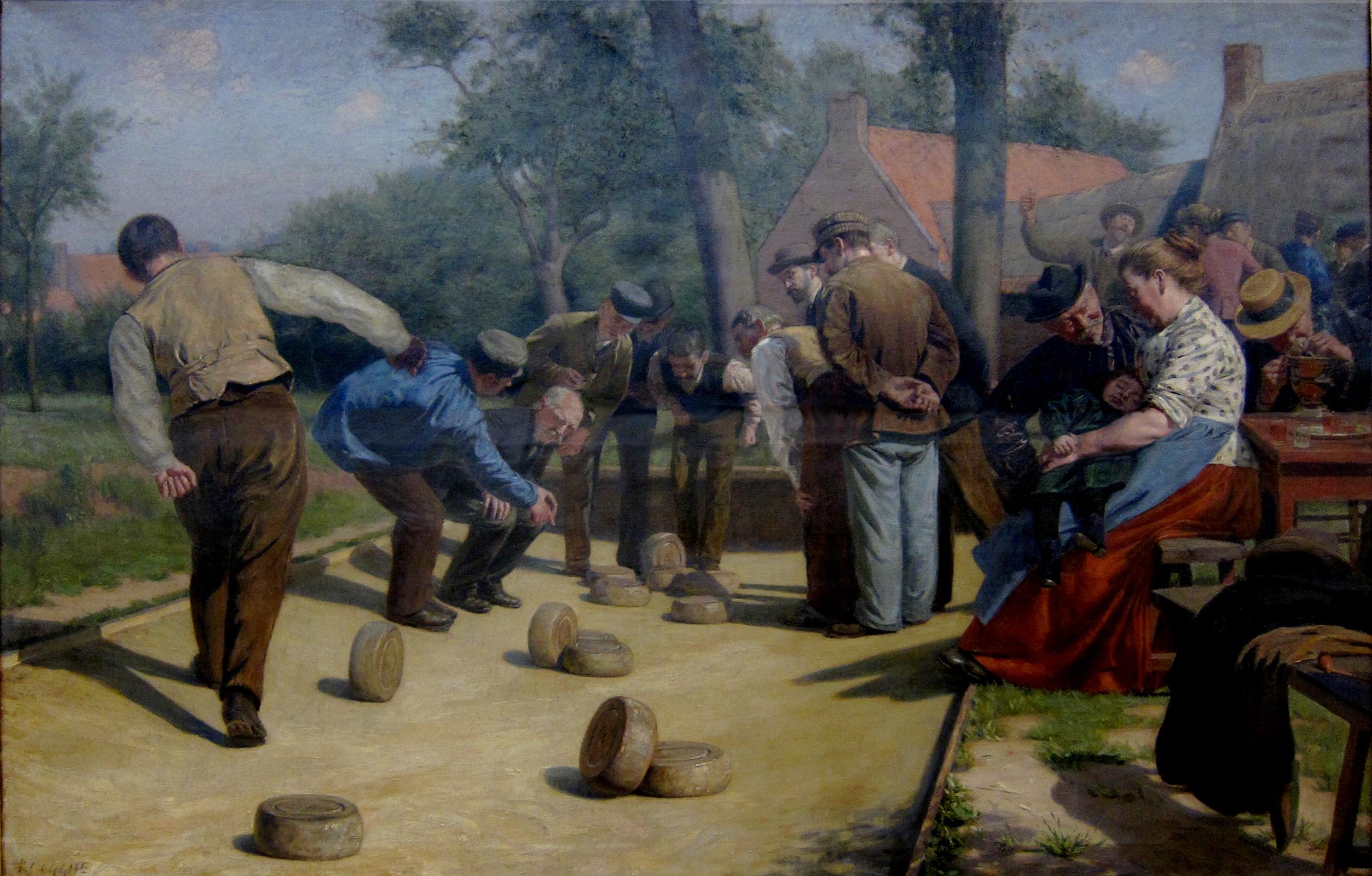
Le jeu de bourles en Flandres (1911), Roubaix, La Piscine.

## Expositions collectives
- Salon des artistes français, à partir de 1879.
- Exposition internationale des beaux-arts, villa Coligny, Boulogne-sur-Mer, juillet-septembre 1901[13].
- L'art du portrait en France aux XIXe et XXe siècles, Shoto Museum of Art, Tokyo, août-septembre 1994.
- Cent un chefs-d'œuvre de Manet à Dürer, Musée des beaux-arts de Tournai, février-juin 2012.
- D'ici de-là - Collection de la Province du Hainaut, Musée de Louvain-la-Neuve, mars-août 2013[14].
- Exposition Par les villes et les champs à Saint-Amand-les-Eaux et Denain - Regards d'artistes sur la vie quotidienne dans le Nord, 1890-1950, Musée de la Tour abbatiale de Saint-Amand-les-Eaux, octobre-décembre 2016[15] et Musée d'archéologie et d'histoire locale de Denain, octobre 2016 - janvier 2017[16].
- Exposition Tentations - L'appel des sens (1836-1914), octobre 2016 - janvier 2017, Musée Paul-Dini, Villefranche-sur-Saône, décembre 2016[17],[18].
- Les Chemins de Rémy Cogghe, de Roubaix à Venise, Denain, musée d'archéologie et d'histoire locale, 2019-2020.

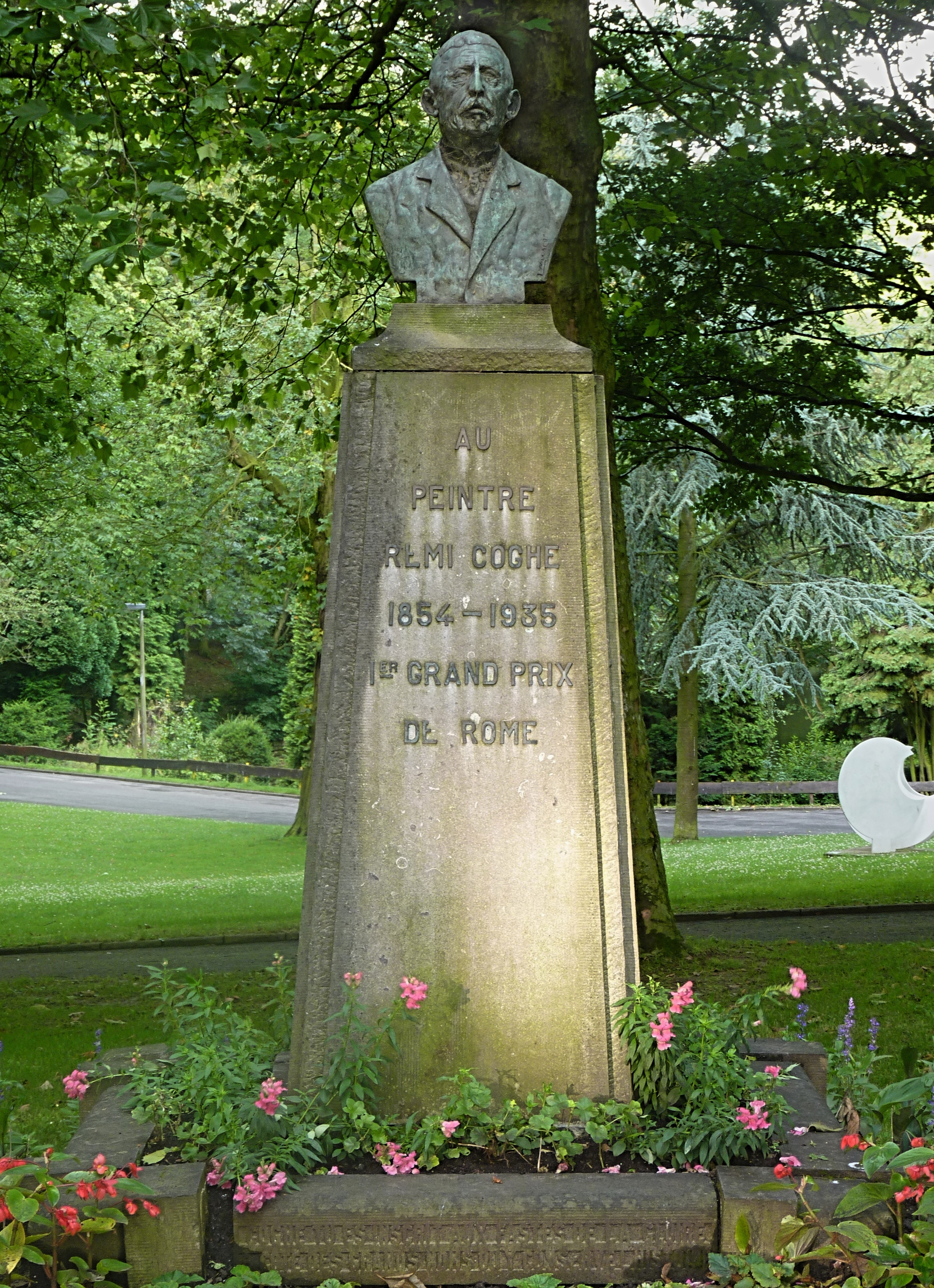
Louis Willaert, Monument à Rémy Cogghe (1939), parc communal de Mouscron.

## Réception critique
- « Une peinture socialo-anecdotique témoignant, écrit Didier Schulmann, de son "obsession de rendre compte d'une culture, d'une sociabilité populaire"[19]; l'artiste a su décrire avec beaucoup de verve, de couleur et de métier, les "ducasses" flamandes, les jeux de bourles[8] et les combats de coqs. » - Gérald Schurr[20]
- « Artiste autonome, en recherche constante de l'authenticité et ayant le souci de s'affranchir des contraintes et des modes, Rémy Cogghe s'est attaché à montrer simplement les choses et les êtres comme ils sont, comme ils vivent, à la manière d'un “reporter-photographe” d'un autre siècle. » - Dominique Vallin[21]

## Hommages
- Portrait de Rémy Cogghe, tableau de Theodor Philipsen, Ny Carlsberg Glyptotek, Copenhague.
- Monument à Rémi Coghe[22], parc communal de Mouscron, Buste dû au sculpteur Louis Willaert et datant de 1939[23].
- Les villes de Mouscron, Roubaix et Wasquehal possèdent une rue Rémy-Cogghe.
- Sa maison à Roubaix est protégée au titre des monuments historiques[6].